# Mazaława (rejon witebski)
Mazaława, Mazołowo (biał. Мазалава, ros. Мазолово) – agromiasteczko na Białorusi w rejonie witebskim obwodu witebskiego. Leży nad rzeką Łużaśnianką, w pobliżu drogi R115 Witebsk – Horodek. Siedziba sielsowietu. Znajduje się 14 kilometrów na północ od Witebska, 4 kilometry od stacji kolejowej Łużasna.

## Populacja
- 1999 – 1458 mieszkańców, 605 domów
- 2009 – 1380 mieszkańców[1]

## Infrastruktura
- Przedsiębiorstwo gospodarki wodnej i melioracji
- Szkoła średnia
- Dom Kultury i Biblioteka
- Przychodnia i apteka
- Poczta

## Zabytki
- Pomnik mieszkańców poległych w wielkiej wojnie ojczyźnianej
- Dwór Mańkowskich
- Cmentarz – w 2018 r. miejscowe władze pochowały na nim odnalezione w 2017 r. szczątki osób rozstrzelanych przez NKWD w okresie wielkiego terroru w uroczysku koło wsi Chajsy[2]. W miejscu pochówku aktywiści inicjatywy „Chajsy – Witebskie Kuropaty” ustawili krzyż[3].